# 利馬里夫卡 (馬爾基夫卡市鎮)
49°35′25″N 39°43′35″E / 49.59028°N 39.72639°E
利馬里夫卡（羅馬化：Lymarivka）是位於烏克蘭東部盧甘斯克州舊比利斯克區馬爾基夫卡市鎮的村莊。該村始建於1890年，面積0.42平方公里，海拔高度169米，2001年人口134，人口密度每平方公里322.1人。